# Metropolis (banda)
Metrópolis fue una banda de rock alemana de mediados de los años 70 de Berlín Occidental, iniciada por exmiembros de otras bandas berlinesas Tom Hildebrandt (Mythos) y Manfred Opitz y Michael Westphal (Zarathustra). Michael Duwe se unió a ellos después de regresar para la grabación del álbum Seven Up con Ash Ra Tempel y Timothy Leary. El guitarrista Helmut Binzer, procedente del sur de Alemania, y la cantante Ute Kannenberg, entonces más conocida como Tanja Berg en los desfiles de música alemana (Na Na Hey Hey Goodbye), completaron la banda poco después.

## Historia
Durante casi un año la banda trabajó duro en su sala de ensayo en "Wrangel Kaserne", antiguos cuarteles prusianos que se transformaron en numerosas salas de ensayo en el distrito de Kreuzberg, en Berlín Occidental, componiendo y arreglando las pistas para su primer y, como resultó, único álbum.
Firmaron un contrato con la compañía discográfica alemana Ariola (BMG), y en el invierno de 1973/74 comenzaron a grabar en "Studio 70" de Múnich, que les habían señalado sus amigos y colegas de Agitation Free. Contaron con el apoyo de un pequeño pero brillante ensamble clásico, dirigido por Hartmut Westphal, arreglista alemán y hermano del bajista Michael.
Influenciado claramente por la música de bandas como Genesis (primeros trabajos), Soft Machine o Van Der Graaf Generator, experimentaron con ritmos 5/4, 7/4 o 11/4 y crearon una música que tenía partes sinfónicas, así como psicodélicas, influencias jazz y combinado con sonidos experimentales libres totales, voces de rock agresivas o voces de consonancia de estilo folclórico, una mezcla bastante inusual en ese momento.
Sus letras, escritas en inglés, eran por lo general una crítica del estado de la civilización y la ecología, ocasionalmente con influencias románticas. La portada de su álbum muestra un paisaje aparentemente intacto que se ve amenazado por un monstruo que se desarrolla a partir de aire contaminado. Poco después de que el álbum y sencillo fueran lanzados a principios del verano de 1974 Ute Kannenberg y Helmut Binzer dejaron la banda.
Pero Metrópolis continuó tocando conciertos en Berlín y Alemania Occidental (Alemania aún estaba dividida) y trabajando en un nuevo programa. Basado en la historia "Caleidoscopio" de Ray Bradbury "Illustrated Man" crearon un espectáculo multimedia que se estrenó en la Nochebuena de 1975 en Kant Kino, Berlín. El espectáculo de luces fue creado por el plomo de Metropolis y el técnico Alf Heuer con diapositivas, proyecciones de gel líquido, película, estroboscopio, focos y máquinas de niebla. Se agregó un llamado "espectáculo de olor" con la ayuda de placas de cocción eléctricas. Junto con nuevas composiciones también tocaron su versión de "Mr. Spaceman", la canción ya está siendo grabada y pretendía ser su nuevo sencillo. Pero después de un último concierto al aire libre en el verano de 1976, la banda finalmente se separó. Todos los miembros comenzaron diferentes proyectos nuevos.

## Miembros
- Helmut Binzer (guitarra)
- Michael Duwe (voz y guitarra)
- Thomas Hildebrand (batería y letras)
- Ute Kannenberg (voz)
- Manfred Opitz (órgano Hammond, teclados y letras)
- Michael Westphal (bajo)
- Michael Sauber (técnico)
- Alfred Heuer (técnico/ plomo)
- Bodo Neumann (técnico/ plomo)
- Lutz Manowsky (técnico/ plomo)

## Discografía
Álbumes
- Metropolis (LP - PAN/Ariola 1974)

Sencillos
- "Super Plastic Club" (Single - PAN/Ariola1974)